# Кумен (сполука)
Куме́н (також кумо́л, ізопропі́лбензе́н) — органічна сполука ряду ароматичних вуглеводнів складу C6H5CH(CH3)2. За звичайних умов є безбарвною горючою рідиною.

## Фізичні властивості
Безбарвна горюча рідина з запахом бензену, практично нерозчинна у воді (менше 0,01 %), змішується зі спиртом, діетиловим ефіром, бензеном. Температура кипіння — 152,4 °С. ГДК 50 мг/м³. Коефіцієнт заломлення світла n20
D = 1,4914.

## Отримання
- Методом алкілування бензолу алкенами.
  - Каталізатором цього процесу може служити каталітичний комплекс (AlCl3 з HCl і алкілароматичним вуглеводнем). Процес здійснюють при 100—130 °C (тиск визначається температурою), мольне співвідношення бензол:пропілен (з урахуванням поліалкілбензолів, які повертаються в реакцію) становить 3:3,5. Отриманий кумол відмивають від каталізатора послідовно 17%-им розчином AlCl3, 3—5%-им розчином NaOH і водою, далі ректифікують. Недолік методу — необхідність використання стійкого до корозії обладнання.
  - Все більшого застосування отримує метод гомофазного алкілування в присутності розчинних кількостей хлоралюмінієвого каталітичного комплексу. В цьому методі спрощується технологічна схема процесу, зростає швидкість реакції, зменшується корозійна активність реакційного середовища і знижується вихід побічних продуктів.
  - Також для одержання кумолу застосовують фосфорнокислотні каталізатори на твердому носії — глині, кізельґурі, силікагелі або алюмосилікаті. Процес здійснюють при температурі близько 200 °C і тиску 2,8—4,2 МПа. Щоб запобігти дезактивації каталізатора, в реакційну зону вводять воду (0,06—0,08 % за масою від маси сировини). З метою зменшення утворення поліалкілбензолів процес ведуть при мольному співвідношенні бензол: пропілен рівному 10:1. Вихід кумолу становить 96—97 % в розрахунку на бензол і 91-92 % в розрахунку на пропілен.[4][5] Прикладом такого процесу може служити реакція алкілування бензолу пропіленом в присутності ортофосфорної кислоти при температурі близько 250 °C і тиску 400 кг/см² (~4·107):[6]

- Для одержання додаткового кумолу застосовують реакцію дезалкілування. Так при алкілування бензолу пропіленом завжди утворюється крім кумолу в знгачній кількості диізопропілбензол. Його і направляють на подальше дезалкілування.[7]

- За допомогою реакції Фріделя -Крафтса:[8]

## Хімічні властивості
Кумол — типова ароматична сполука. Легко алкілується, хлорується, сульфується, нітрується в ядро.
- Окиснення кумолу ефективно застосовується в промисловості для отримання ацетону і фенолу:[9]

- Алкілування металорганічними сполуками:[10]

- Кумол вступає в реакцію формілювання — пряме введення альдегідної групи. В синтезі Гаттермана-Коха формілювання проходить в присутності хлористого водню і хлористого алюмінію. При проведенні цієї реакції при атмосферному тиску необхідна також присутність хлориду міді (І), але для реакції при підвищеному тиску каталізатора непотрібно. В результаті реакції утворюється п-ізопропілбензальдегід, вихід продукту 60 %.[11]

## Застосування
Кумол є проміжним продуктом при отриманні фенолу і ацетону одним з промислових способів.
Процес відомий під назвою реакції Удріса-Сергєєва — окиснення ізопропілбензолу киснем повітря в гідропероксид з подальшим його розкладом сірчаною кислотою:
C6H5CH(CH3)2 + O2 → C6H5COOH(CH3)2 → C6H5OH + (CH3)2CO
Побічними продуктами розкладу є α-метилстирол, ацетофенон, диметилфенілкарбінол.
Кумол також застосовується для отримання α-метилстиролу.
Кумол є розчинником для лакофарбових матеріалів. Крім цього кумол застосовується як добавка до авіаційних бензинів (підвищує антидетонаційні властивості).